# Ciclismo nos Jogos Pan-Americanos de 2023 - BMX estilo livre masculino
A prova do BMX estilo livre masculino do ciclismo nos Jogos Pan-Americanos de 2023 foi disputada em 5 de novembro de 2023 na Esplanada dos Esportes Urbanos, em Ñuñoa. Um total de nove ciclistas, cada um representando um Comitê Olímpico Nacional (CON), participaram do evento.

## Calendário
Horário local (UTC−3).
| Data          | Hora  | Fase           |
| ------------- | ----- | -------------- |
| 5 de novembro | 11:20 | Qualificatória |
| 5 de novembro | 13:25 | Final          |

## Medalhistas
| Ouro   | ARG José Torres Gil    |
| Prata  | CHI José Manuel Cedano |
| Bronze | BRA Gustavo Oliveira   |

## Resultados

### Qualificatória
Cada competidor realiza duas séries de manobras, com as oito melhores médias avançando para a final.
| Pos. | Ciclista           | CON                | Descida 1 | Descida 2 | Média | Notas |
| ---- | ------------------ | ------------------ | --------- | --------- | ----- | ----- |
| 1    | José Torres Gil    | ARG Argentina      | 81.67     | 80.80     | 80.83 | Q     |
| 2    | Kenneth Tencio     | CRC Costa Rica     | 80.80     | 79.67     | 79.83 | Q     |
| 3    | Nicholas Bruce     | USA Estados Unidos | 78.33     | 79.00     | 78.67 | Q     |
| 4    | José Manuel Cedano | CHI Chile          | 75.67     | 78.00     | 76.83 | Q     |
| 5    | Gustavo Oliveira   | BRA Brasil         | 73.83     | 75.33     | 74.58 | Q     |
| 6    | Kevin Peraza       | MEX México         | 73.67     | 74.67     | 74.17 | Q     |
| 7    | Daniel Dhers       | VEN Venezuela      | 74.00     | 73.00     | 73.50 | Q     |
| 8    | Luis Rincón        | COL Colômbia       | 70.33     | 60.00     | 65.17 | Q     |
| 9    | Job Montañez       | PER Peru           | 39.33     | 41.00     | 40.17 |       |

### Final
Cada competidor realiza duas séries de manobras, mas diferente da fase anterior, apenas a melhor delas é considerada e onde se definem os medalhistas.
| Pos.              | Ciclista           | CON                | Descida 1 | Descida 2 | Melhor |
| ----------------- | ------------------ | ------------------ | --------- | --------- | ------ |
| Medalha de ouro   | José Torres Gil    | ARG Argentina      | 86.00     | 00.00     | 86.00  |
| Medalha de prata  | José Manuel Cedano | CHI Chile          | 85.67     | 17.00     | 85.67  |
| Medalha de bronze | Gustavo Oliveira   | BRA Brasil         | 75.67     | 83.67     | 83.67  |
| 4                 | Kenneth Tencio     | CRC Costa Rica     | 80.33     | 78.67     | 80.33  |
| 5                 | Kevin Peraza       | MEX México         | 47.67     | 80.00     | 80.00  |
| 6                 | Luis Rincón        | COL Colômbia       | 52.33     | 51.33     | 52.33  |
| 7                 | Daniel Dhers       | VEN Venezuela      | 37.33     | 49.33     | 49.33  |
| 8                 | Nicholas Bruce     | USA Estados Unidos | 15.00     | 25.00     | 25.00  |